# Piplya Mandi
Piplya Mandi é uma cidade e uma nagar panchayat no distrito de Mandsaur, no estado indiano de Madhya Pradesh.

## Demografia
Segundo o censo de 2001, Piplya Mandi tinha uma população de 13,703 habitantes. Os indivíduos do sexo masculino constituem 51% da população e os do sexo feminino 49%. Piplya Mandi tem uma taxa de literacia de 70%, superior à média nacional de 59.5%: a literacia no sexo masculino é de 78% e no sexo feminino é de 61%. Em Piplya Mandi, 15% da população está abaixo dos 6 anos de idade.